# 1493

## Събития
- Знатният български болярин Радивой възстановява църквата „Св. Георги" на Кремиковския манастир;
- Откриване на Британски Вирджински острови от Христофор Колумб;
- Московският княз Иван III приема титлата „Государь всея Руси“;
- Леонардо да Винчи начертава съоръжение, наподобяващо велосипед;
- Уайна Капак, владетел на инките, става сапа инка.
- Максимилиан I става единствен ерцхерцог на Австрия и разделя страната на две области;
- Основан е полският Сенат;

## Родени
- Парацелз, немски лекар